# اندیس باریت چنار پائین
باریت چنار پائین یک اندیس غیرفلزی است که در حوالی شهر خیارج استان قزوین قرار دارد و مادهٔ معدنی موجود در آن، باریت است.سنگ میزبان این اندیس توفها و سنگهای آتشفشانی سازند کرج است و دیرینگی آن به دوران ائوسن می‌رسد. در این اندیس، پاراژنز‌های سیلیس یافت می‌شوند.